# Highway Tune
Highway Tune è un singolo del gruppo musicale statunitense Greta Van Fleet, pubblicato il 31 marzo 2017 come primo estratto dagli EP Black Smoke Rising e From the Fires.

## Tracce
1. Higway Tune – 3:01

## Formazione
- Joshua Kiszka – voce
- Jake Kiszka – chitarra
- Sam Kiszka – basso
- Daniel Wagner – batteria